# Palatul Stefan Elstner (1896)
Palatul Stefan Elstner este un imobil istoric situat pe Str. Dr. Gheorghe Marinescu, nr. 3, în cartierul Fabric din Timișoara.
Clădirea nu trebuie confundată cu Palatul Stefan Elstner (1889), situat în vecinătate.
Face parte din Situl urban „Fabric” (II), monument istoric cod LMI TM-II-s-B-06097.

## Istorie
În 1888, Primăria Timișoarei ia decizia de a parcela fostul Vorpark, sau Előpark, și de a scoate loturile de teren la licitație. Dintre acestea, în același an, Stefan (István) Elstner achziționează trei parcele învecinate:
- prima parcelă măsura 206,45 stânjeni pătrați, fiind achiziționată la prețul de 10,65 coroane, cumulând un total de 2200 de coroane pentru întreaga parcelă;
- a doua parcelă măsura 207,57 stânjeni pătrați, fiind achiziționată la prețul de 10,66 coroane, cumulând un total de 2212 de coroane pentru întreaga parcelă;
- a treia parcelă măsura 209,23 stânjeni pătrați, fiind achiziționată la prețul de 10,66 coroane, cumulând un total de 2230 de coroane pentru întreaga parcelă;[1]

Pe aceste trei parcele, Stefan Elstner va construi două palate: Palatul Stefan Elstner (1889) și Palatul Stefan Elstner (1896), prezentat în acest articol.
Palatul a primit autorizație de construire la data de 26 august 1891, fiind edificat tot după planurile arhitectului Eduard Reiter, ca și în cazul palatului vecin, autorizația de locuire fiind primită aproximativ 5 ani mai târziu, la data de 1 mai 1896.
În 1883, conform Monitorului Oficial al Regatului Ungariei, Stefan Elstner era „proprietarul unei fabrici de mașini din Fabric”, companie întregistrată la data de 13 septembrie 1883 și închisă la 31 decembrie 1902.
Stefan Elstner apare în 1893 ca membru al consiliului de administrație al Fabricii de cărămidă, alături de: Antal Vilsmann - președinte, Eduard Reiter, Károly Fichtner și Ignácz Róna.
Acesta a trăit până în circa 1916-1917, deoarece la începutul anului 1917 apar înregistrări de donații facute de soția sa sub numele de „văduva lui Stefan Elstner”, precum și moștenirea de către aceasta a unei clădiri din Fabric, cu numărul cadastral 1555, în valoare de 81940 de coroane, care îi aparținuse lui Stefan Elstner, la sfârșitul aceluiași an.

## Descriere
Clădirea este construită în stil eclectic istoricist, având trei niveluri. Un detaliu care iese în evidență este intersecția fațadelor care formează o fațadă de colț, care este completată de o cupolă cu un vârf ornamental.